# شنة شرقية
شنة شرقية (الاسم العلمي: Channa orientalis) (بالإنجليزية: Walking snakehead)‏ هي نوع من الأسماك تتبع جنس الشنة من فصيلة الشنات.